# Adelfa Calvo
Adelfa Calvo (Málaga, 5 de maio de 1962) é uma atriz espanhola. Em 2018, ganhou o Prêmio Goya de melhor atriz coadjuvante pelo seu papel no filme El autor.